# Marc Andre Matten
Marc Andre Matten (* 26. Januar 1978 in Marl) ist ein deutscher Sinologe.

## Leben
Marc A. Matten studierte Sinologie, Japanologie und Volkswirtschaftslehre an der Rheinischen Friedrich-Wilhelms-Universität Bonn, der Jilin-Universität und der Waseda-Universität. 2007 promovierte er an der Universität Bonn mit seiner Dissertation Die Grenzen des Chinesischen, die 2009 mit dem Martin-Behaim-Preis der Gesellschaft für Überseegeschichte ausgezeichnet wurde.
2015 folgte die Habilitation zu Raum und Geopolitik in Ostasien im 19. und 20. Jahrhundert, publiziert 2016 unter dem Titel Imagining a Postnational World. Hegemony and Space in Modern China.
Seit 2009 ist Marc A. Matten Professor für Zeitgeschichte Chinas an der Universität Erlangen-Nürnberg. Seine Forschungsschwerpunkte sind politische Ideengeschichte des modernen China, Begriffsgeschichte in Ostasien, Nationalismus und nationale Identität, transnationaler Wissenstransfer in der Zeit des Kalten Kriegs, sowie globalgeschichtliche Debatten in China. 
Seit 2020 widmet er sich der Frage, wie die Geschichte Chinas enger in die Globalgeschichte integriert werden kann. Ein von der Volkswagenstiftung gefördertes Projekt („Writing History with China“) zielt auf die verstärkte Übersetzung von Schlüsseltexten für die universitäre Forschung und Lehre ab. 

## Veröffentlichungen
Als Autor
- Die Grenzen des Chinesischen – Nationale Identitätsstiftung im China des 20. Jahrhunderts. Harrassowitz-Verlag, 2009.
- Imagining a Postnational World -- Hegemony and Space in Modern China. Leiden: Brill, 2016.

Als Herausgeber
- Places of Memory in Modern China – History, Politics, Identity. Leiden: Brill, 2012.

Übersetzung ins Chinesische
- Aleida Assmann: Geschichte im Gedächtnis (2007), zusammen mit Yuan Siqiao (《记忆中的历史》), erschienen bei Nanjing University Press, Nanjing 2016.

## Ehrungen und Auszeichnungen
- 2009 Martin-Behaim-Preis der Gesellschaft für Überseegeschichte e.V.[2]

## Belege
1. ↑   Writing History with China
2. ↑  https://www.uni-bamberg.de/hist-ng/guesg/nachwuchsfoerderung/martin-behaim-preis/

| Personendaten    | Personendaten      |
| ---------------- | ------------------ |
| NAME             | Matten, Marc Andre |
| KURZBESCHREIBUNG | deutscher Sinologe |
| GEBURTSDATUM     | 26. Januar 1978    |
| GEBURTSORT       | Marl               |